# Indometacina
La indometacina es un antiinflamatorio no esteroideo (AINE) derivado del indol y relacionado con el diclofenaco que se utiliza habitualmente con receta médica para reducir la fiebre, el dolor, la rigidez articular y la hinchazón provocados por la inflamación. Actúa inhibiendo la producción de prostaglandinas, moléculas de señalización endógenas conocidas por causar estos síntomas. Lo hace inhibiendo la ciclooxigenasa, una enzima que cataliza la producción de prostaglandinas.
Está indicado para pacientes con osteoartritis, artritis reumatoide, dolor muscular, espondiloartropatías, osteítis deformante, dismenorrea, bursitis, tendinitis, dolor de cabeza, neuralgia y, por sus efectos antipiréticos, para el alivio de la fiebre en pacientes con tumores malignos. No se use en niños ni en personas con trastornos psiquiátricos, epilepsia o enfermedad de Parkinson.
Fue patentado en 1961 y aprobado para uso médico en 1963. Está en la Lista de Medicamentos Esenciales de la Organización Mundial de la Salud. En 2022, era el 256º medicamento más recetado en Estados Unidos, con más de 1 millón de recetas.

## Usos médicos
Como un AINE, la indometacina es un analgésico, antiinflamatorio y antipirético. Las indicaciones clínicas de la indometacina incluyen:

Enfermedades articulares y reumáticas
- Artritis reumatoide[11]
- Espondilitis anquilosante[11]
- Artrosis[11]
- Gota[11]
- Bursitis o tendinitis dolorosa aguda del hombro[11]

Cefaleas (dolores de cabeza)
- Cefaleas trigémino-autonómicas[12]
- Hemicránea paroxística episódica o crónica[12]
- Hemicránea continua[12]
- Cefalea inducida por la maniobra de Valsalva[12]
- Cefalea primaria por tos[12]
- Cefalea primaria de esfuerzo[12]
- Cefalea primaria asociada a la actividad sexual (preorgásmica y orgásmica)[12]
- Cefalea punzante primaria (síndrome de pinchazos y sacudidas)[12]
- Cefalea hípnica[12]

Otros
- Cierre del ductus arterioso persistente[13]
- Dismenorrea
- Tocolítico[14]

## Farmacocinética
La indometacina se absorbe de manera rápida (tmáx = 2 horas) y casi completa (90% en 4 horas) por vía oral, y se une en un 90% a las proteínas del plasma sanguíneo. Presenta un importante fenómeno de recirculación enterohepática, lo que explica la variabilidad de su vida media plasmática (1-6 horas). Por vía rectal la absorción es igualmente rápida, pero se evita el primer paso hepático y la concentración máxima alcanzada es inferior, por lo que algunas de sus reacciones adversas(dolor de cabeza, mareo, vómitos o diarrea) pueden desaparecer al emplear esta vía.
El metabolismo hepático incluye O-desmetilación (50%), N-desacilación y conjugación con ácido glucurónico (10%). El 10-20% se elimina sin metabolizar por secreción tubular activa, secreción que puede ser inhibida por probenecid. Se distribuye por todo el organismo y en el líquido sinovial alcanza concentraciones similares a las del plasma sanguíneo en 5 horas.

## Farmacodinámica

### Mecanismo de acción
La actividad de la indometacina se logra por su capacidad para inhibir la enzima ciclooxigenasa (COX), responsable de la síntesis de prostaglandinas. El efecto es más intenso sobre la COX-1 que sobre la COX-2, lo que explica sus efectos secundarios.

### Efectos
La inhibición de la síntesis de prostaglandinas trae acarreada la disminución de los efectos que estas ejercen en el organismo, tanto positivos como negativos. Por un lado inhibe la respuesta inflamatoria del organismo, especialmente interesante en fármacos que atraviesan la barrera articular inhibiendo el desarrollo de la artritis en particular, y de la reacción inflamatoria en general. Por otra parte, la intervención de las prostaglandinas en la respuesta álgica periférica, hace que su inhibición logre un efecto analgésico añadido al antiinflamatorio.
La inhibición del efecto protector gástrico o renal explica algunos de los efectos secundarios de la indometacina: gastritis, úlcera gástrica (y sus complicaciones como la hemorragia digestiva o la perforación) y nefritis (glomerulonefritis por AINE, con un cuadro anatomopatológico característico).

### Interacciones
| Fármacos que interaccionan con la indometacina. |                                                                     |
| Fármaco.                                        | Resultado de la interacción.                                        |
| Metrotexato                                     | Disminuye la excreción.                                             |
| Digoxina                                        | Aumento de la concentración plasmática.                             |
| Aminoglicósidos                                 | Aumento de la concentración plasmática.                             |
| Probenecid                                      | Disminuye el metabolismo y el aclaramiento de los AINES.            |
| Quinolonas                                      | Aumenta el riesgo de convulsiones.                                  |
| Ciclosporina                                    | Aumenta el riesgo de toxicidad.                                     |
| Antihipertensivos                               | Antagonismo del efecto antihipertensivo.                            |
| Diuréticos                                      | Aumenta el riesgo de nefrotoxicidad Disminuye el efecto diurético   |
| IECA y ARA-II                                   | Riesgo de insuficiencia renal y de hipercaliemia.                   |
| Litio                                           | Disminuye la excreción de litio.                                    |
| ISRS                                            | Aumenta el riesgo de hemorragia.                                    |
| Ácido tiludrónico                               | Aumento de la biodisponibilidad de éste.                            |
| Anticoagulantes                                 | Aumenta el efecto anticoagulante.(Interacción teórica)              |
| Antidiabéticos orales                           | Disminuye el metabolismo de las sulfonilureas.(Interacción teórica) |
| Fenitoína                                       | Aumento de la concentración plasmática.(Interacción teórica)        |

## Efectos Adversos.
Para la valoración de las reacciones adversas (RAM) se tendrán en cuenta los criterios de la CIOSM.
| Reacciones adversas a la Indometacina |                 | |
| Organos afectados                     | Grupo CIOSM.    | Tipo de reacción. |
| Aparato Digestivo                     | Muy frecuentes. | Diarrea |
| Aparato Digestivo                     | Frecuentes.     | Ulceración gastrointestinal y hemorragia digestiva. Los supositorios pueden producir irritación rectal y hemorragias rectales. |
| Aparato Digestivo                     | Raros.          | Estenosis y perforación gastrointestinal.                                                                                      |
| Aparato Digestivo                     | Muy raros       | Ictericia, hepatitis. |
| Sistema Nervioso Central              | Muy frecuentes  | Cefalea, mareos, aturdimiento.                                                                                                 |
| Sistema Nervioso Central              | Raros.          | Somnolencia, confusión, trastornos psiquiátricos, depresión, convulsiones, neuropatía periférica.                              |
| Cardiovascular y renal                | Poco frecuentes | Hipertensión |
| Cardiovascular y renal                | Raros           | Edema, taquicardia, palpitaciones, insuficiencia cardíaca congestiva, hematuria.                                               |
| Piel.                                 | Raros           | Prurito, urticaria, angeítis, erupciones cutáneas, alopecia.                                                                   |
| Otros                                 | Raros           | Alteraciones hemáticas (sobre todo, trombocitopenia), visión borrosa, depósitos corneales.                                     |
| Otros                                 | Muy raros       | Hemorragia vaginal, hiperglucemia, glucosuria, epistaxis, estomatitis ulcerosa.                                                |

Cualquier empeoramiento del asma puede relacionarse con la ingestión de AINE.
La agencia del Reino Unido responsable de la farmacovigilancia, hace las siguientes recomendaciones: 

- Todos los AINE se asocian con toxicidad gastrointestinal grave; el riesgo es mayor en los ancianos. Las pruebas sobre la inocuidad relativa de AINE no selectivos revelan diferencias en cuanto al riesgo de efectos adversos graves para el tramo alto del tubo digestivo. La azapropazona [suspendida] se asocia con el máximo riesgo y el ibuprofeno, con el mínimo; el piroxicam, el ketoprofeno, la indometacina, el naproxeno y el diclofenaco comportan un riesgo intermedio (posiblemente mayor en el caso del piroxicam). Los inhibidores selectivos de la ciclooxigenasa-2 se asocian con un riesgo menor de efectos adversos graves sobre el tramo alto del tubo digestivo que los AINE no selectivos.
- Las recomendaciones establecen que los AINE asociados con un riesgo bajo, como el ibuprofeno, son los de elección en general; el tratamiento se iniciará con la dosis mínima recomendada; no se utilizará más de un AINE por vía oral a la vez; se recordará que todos los AINE (incluidos los inhibidores selectivos de la ciclooxigenasa-2) están contraindicados en caso de úlcera péptica activa.

El CSM del Reino Unido también contraindica el uso de AINE no selectivos en pacientes con antecedentes de úlcera péptica.

La combinación de AINE y ácido acetilsalicílico a dosis bajas puede aumentar el riesgo de efectos adversos gastrointestinales; esta combinación sólo se utilizará si es absolutamente necesaria y se vigila estrechamente al paciente.

## Contraindicaciones.
- Ancianos: la indometacina debe administrarse con cautela a los ancianos por riesgo de efectos adversos graves y muerte.
- Alergia: están contraindicados si el paciente refiere antecedentes de hipersensibilidad a la indometacina o a cualquier otro AINE, en crisis asmáticas, angioedema, urticaria o rinitis provocadas por el ácido acetilsalicílico o cualquier otro AINE.
- Embarazo y lactancia: durante el embarazo puede producir malformaciones fetales, como por ejemplo el cierre prematuro del ductus arteriosus fetal. Es aconsejable no usar durante los últimos meses.[19]
- Defectos de la coagulación.[19]
- Alteraciones de la función renal: debe reducirse la dosis al mínimo posible y controlar la función renal
- Alteraciones de la función cardíaca. Todos los AINE están contraindicados en la insuficiencia cardíaca grave.[20]
- Antecedentes de patología gástrica: los AINE no selectivos están contraindicados en los pacientes con úlcera péptica previa o activa, así como los inhibidores selectivos de la ciclooxigenasa-2 en aquellos con úlcera péptica activa.
- Uso concomitante de corticoides.[19]

## Presentaciones
Habitualmente nos encontraremos la indometacina bajo la forma galénica de cápsulas de 25, 50 y 100 mg (la forma retard), y en forma de supositorios habitualmente de 100 mg.
Entre los excipientes habituales para este producto nos podemos encontrar:
- Almidón de maíz
- Estearato magnésico
- Sílice coloidal
- Polvo de celulosa
- Gelatina
- Amarillo de quinoleína (E 104)
- Dióxido de titanio (E 171)
- Glicéridos semisintéticos sólidos en los supositorios